# Книшенко Юрій Венедиктович
Юрій Венедиктович Книшенко (рос. Юрий Венедиктович Кнышенко; 1921 — пом. 1990) — радянський історик і шахіст. Чемпіон Сталінської області 1940 і міста Сталіно 1941 з шахів, учасник чемпіонату України 1940 року, 8-разовий чемпіон Ростова-на-Дону у післявоєнний час.
Кандидат історичних наук (1955). У 1982—1986 роках очолював кафедру археології, історії стародавнього світу і середніх віків Ростовського державного університету. Автор книги «Історія первісного суспільства» (Ростов-на-Дону, 1973).

## Життєпис
Вступив у Сталінський індустріальний інститут, гірничий факультет.
Чемпіон Сталінської області 1940 і міста Сталіно 1941 з шахів. У 1940 році розділив 13—15 місця у чемпіонаті України, що проходив у Києві. При цьому Книшенко завдав єдиної поразки на турнірі молодому Давиду Бронштейну, який посів 2-ге місце.
На початку 1941 року журнал «Шахматы в СССР» опублікував три найкращі теоретичні новинки минулого року й серед них була знахідка Юрія Книшенка в іспанській партії. Під час війни став лейтенантом артилерії, відзначився в серпні 1943 року під час наступу радянських військ на Єльню та Смоленськ.
Після Другої світової війни закінчив історичний факультет Ростовського університету. Продовжував грати в шахи, 8 разів вигравав чемпіонат Ростова-на-Дону.
Учень доктора історичних наук Олександра Дмитровича Дмитрева. Досліджував історію античного світу. 1955 року Юрій Книшенко захистив кандидатську дисертацію, присвячену диктатурі Сулли. Згодом досліджував також первісне суспільство й етнографію, читав лекції з історії релігії. Написав книгу «История первобытного общества» (Ростов-на-Дону, 1973), що витримала кілька видань.
У 1982—1986 роках очолював кафедру археології, історії давнього світу і середніх віків давніх віків Ростовського державного університету.
Зараз у Шаховому клубі Південного федерального університету (колишній Ростовський державний університет) проводять щорічний Меморіал Ю. Книшенка.

## Турнірні результати

### Результати виступів у чемпіонаті України
| Рік  | Місто | Турнір                 | + | − | = | Результат | Місце   |
| ---- | ----- | ---------------------- | - | - | - | --------- | ------- |
| 1940 | Київ  | 12-й чемпіонат України | 4 | 8 | 5 | 6½ з 17   | 13 — 15 |

### Інші турніри
| Рік  | Місто          | Турнір                             | + | − | = | Результат | Місце |
| ---- | -------------- | ---------------------------------- | - | - | - | --------- | ----- |
| 1940 | Сталіно        | Чемпіонат Сталіно (нині — Донецьк) |   |   |   | 10½ з 13  | 2     |
| 1941 | Сталіно        | Чемпіонат Сталіно                  |   |   |   | 10½ з 13  | 1     |
| 1959 | Ростов-на-Дону | Чемпіонат Ростовської області      |   |   |   | з 14      | 5     |